# Яшин, Даниил Александрович
Яшин Даниил Александрович (24 декабря 1929, Старые Какси — 29 ноября 1988) — удмуртский поэт, литературовед, фольклорист, педагог, доцент. Кандидат филологических наук. Член Союза писателей СССР (1968).

## Биография
Родился 24 декабря 1929 года в деревне Старые Какси Можгинского района, в семье крестьянина.
В семилетнем возрасте потерял отца, в Великой Отечественной войне погибли все его братья (четверо), мать ослепла. Окончил старокаксинскую школу.
1948 год — окончил Можгинское педучилище, и в этом же году в газете «Советская Удмуртия» («Советской Удмуртия») было напечатано его первое стихотворение «Валинские луга» («Вало возь»).
1952 год — окончил факультет языка и литературы Удмуртского пединститута и в этом же году начинает работать в Глазовский пединституте им. В. Г. Короленко преподавателем удмуртской литературы, русского и удмуртского фольклора.
1959 год — сотрудник Удмуртского пединститута (позднее переименован в Удмуртский госуниверситет).
1962—1965 гг. — учёба в аспирантуре: в 1967 году защитил диссертацию на соискание ученой степени кандидата филологических наук по теме «Удмуртская народная сказка». Защита происходила в городе Тарту в Тартуском университете.
1965—1988 гг. — сотрудник Удмуртского госуниверситета: читал курс удмуртского фольклора и литературы.
В 1968 году был принят в члены Союза писателей СССР.
В 1970 году вместе с поэтами Г. Сабитовым, С. Широбоковым, Ф. Васильевым, В. Романовым, О. Поскрёбышевым представлял удмуртскую поэзию в Москве на вечерах литературы и искусства республики в честь её 50-летия. Являлся участником международных конгрессов финно-угроведов в Таллине (1970), Турку (1980), Сыктывкаре (1985).
Автор 11 поэтических сборников и многих научных публикаций — в основном, исследований по удмуртскому фольклору.
Стихи публиковались в журналах «Молот», «Урал», «Север», «Уральский следопыт», «Советский воин» и др. 
На русском языке изданы сборники поэзии «Ожидание» и «Весеннее разноцветье», стихи переводились на языки народов СССР, а также на венгерский, монгольский, испанский.
Поэту и учёному было присвоено звание «Отличник народного просвещения РСФСР», был награждён медалями, Почётными грамотами Правительства Удмуртии. 
Даниил Александрович Яшин умер 29 ноября 1988 года.
В 1992 году (посмертно) становится лауреатом премии Кузебая Герда.

### Книги в переводе русский язык
- Удмуртская народная сказка / Удмурт. гос. пед. ин-т. Кафедра удмурт. яз. и литературы. — Ижевск : Удмуртия, 1965. — 135 с.
- Ожидание : Стихи / Авториз. пер. с удм. Л. Шкавро и О. Поскребышева. — Ижевск : Удмуртия, 1968. — 75 с.
- Образ В.И. Ленина в удмуртской литературе. — Ижевск : Удмуртия, 1969. — 27 с.
- Весеннее разноцветье : Стихи : Пер. с удм. / [Предисл. канд. филол. наук З. Богомоловой]. — Ижевск : Удмуртия, 1975. — 86 с. : ил.
- Умелые руки : Стихи. — Устинов : Удмуртия, 1986. — 20 с. : ил.
- Останется след : Стихи, поэмы. — Ижевск : Удмуртия, 1990. — 79 с.; ISBN 5-7659-0031-3

### I. Источник информации — РНБ|Генеральный алфавитный каталог книг на русском языке (1725—1998)
1. Удмуртская народная сказка / Ижевск, «Удмуртия», 1965. — 135 с. — 1000 экз.[2]
2. Ожидание. Стихи. Авториз. пер. с удм. Л. Шкавро и О. Поскребышева / Ижевск, «Удмуртия», 1968. — 76 с. — 5000 экз.[3]
3. Образ В. И. Ленина в удмуртской литературе / Ижевск, «Удмуртия», 1969. — 27 с. — 3000 экз.[4]
4. Весеннее разноцветье. Стихи. Пер. с удм. [Предисл. канд. филолог. наук З. Богомоловой] / Ижевск, «Удмуртия», 1975. — 86 с. — 5000 экз.[5]
5. Поэт, учёный, педагог. Ст. воспоминания о Д. А. Яшине / [Составитель Р. И. Яшина], Ижевск: Удмуртия, 1993. — 238 с. — 4000 экз. — ISBN 5-7659-0469-6.[6]

### I I. Источник информации —  электронный каталог РНБ
Произведения, изданные на удмуртском языке:
1. Ин ворекъян : кылбуръёс / Даниил Яшин. — Ижевск : Удмуртия, 1972. — 94 с.
2. Быгати|сь киос : пиналъёслы кылбуръёс / Даниил Яшин; сур. В. Веретенниковлэн. — Устинов : Удмуртия, 1986. — 21 с.
3. Коммунизме сюрес возьматыса : В. И. Ленин удмурт литератураын но фольклорын / Д. А. Яшин. — Ижевск : Удмуртия, 1970. — 51 с.
4. Кылёз пытьы : кылбуръёс, поэма / Даниил Яшин. — Ижевск : Удмуртия, 1990. — 78 с.
5. Лопшо Педунь серекья : калык выжыкыльёс но мадиськоньёс / [сост. Д. А. Яшин; худож. Р. К. Тагиров]. — Ижевск : Удмуртия, 1968. — 28 с.
6. Афанасий Лужанин : улэмез но творчествоез сярысь / [сост. Д. А. Яшин]. — Ижевск : Удмуртия, 1973. — 38 с. — (Удмурт писательес).
7. Михаил Лямин : улэмез но творчествоез сярысь / [сост. Д. А. Яшин]. — Ижевск : Удмуртия, 1971. — 4 с. — (Удмурт писательес).
8. Д. А. Майоровлэн улэмез но творчествоез / [сост. Д. А. Яшин]. — Ижевск : Удмуртия, 1969. — 28 с.
9. Мынам сюлмаськонэ : кылбуръёс / Даниил Яшин. — Ижевск : Удмуртия, 1980. — 191 с.
10. Ортчмсьтэм егит дыр : кылбурьёс / Даниил Яшин. — Ижевск : Удмурт. кн. изд-во, 1959. — 64 с.
11. Удмурт литература : учебник-хрестоматия 8 кл. / дасяз Д. А. Яшин. — 4-ти| изд. — Ижевск : Удмуртия, 1982. — 231 с.
12. Удмурт фольклор : дышетисьёслы пособие / Д. А. Яшин. — 2-ти| изд., туп., выльдэмын. — Устинов : Удмуртия, 1987. — 152 с.
13. Удмурт фольклор : дышети|сьёслы методической пособие / Д. А. Яшин ; Дышети|сьёслэсь тодонлыксэс жутонъя ин-т. — Ижевск : Удмурт. кн. изд-во, 1962. — 87 с.
14. Чырты весь / Даниил Яшин; [худож. М. Шаклеин. — Ижевск : Удмуртия, 1964]. — 13 с.
15. Ыркыт тол : кылбурьёс / Даниил Яшин. — Ижевск : Удмуртия, 1964. — 73 с.
16. Эшъёс ке вань... : кылбурьёс / Даниил Яшин. — Ижевск : Удмурт. кн. изд-во, 1963. — 64 с.